# نشان هواگرد نظامی

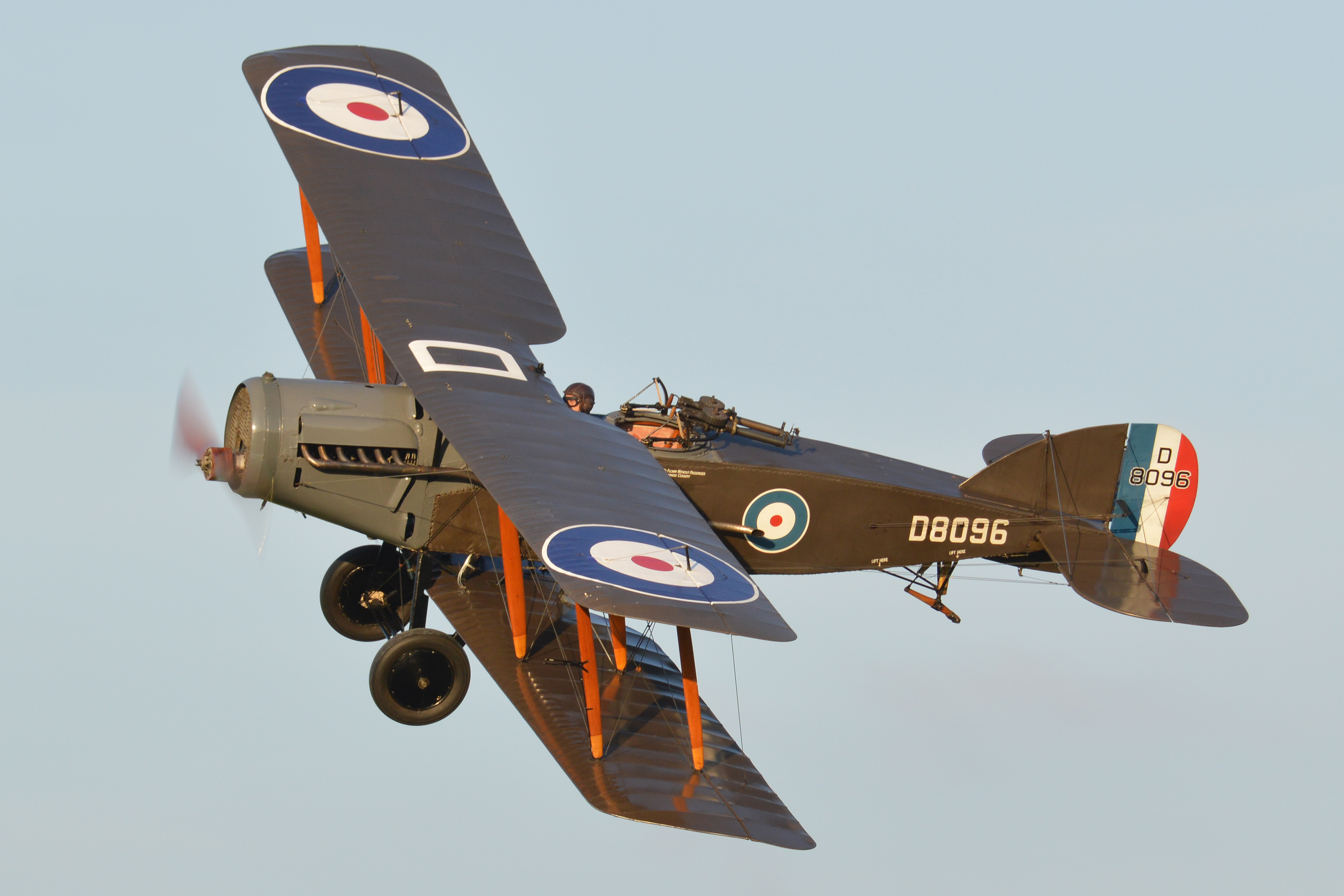
یک فروند اف-۲ بریستول با نشان هواگرد نظامی نیروی هوایی بریتانیا که در طول جنگ جهانی اول فعالیت می‌کرد.

نشان هواگرد نظامی (انگلیسی: Military aircraft insignia) نشان‌هایی برای شناسایی بصری کشور یا شاخه‌ای از خدمت نظامی است که هواگرد نظامی به آن تعلق دارد. این نشان‌ها بر روی هواپیماهای نظامی اعمال می‌شوند. بسیاری از نشان‌ها به شکل دایره هستند، همچنین اشکال دیگری مانند ستاره، صلیب، مربع یا مثلث نیز استفاده می‌شوند. نشان‌ها اغلب در کناره‌های بدنه، سطوح بالایی و پایینی بال‌ها و همچنین روی باله یا سکان هواپیما نمایش داده می‌شوند، اگرچه تنوع قابل توجهی را می‌توان در بین بازوهای هوایی مختلف و در نیروهای هوایی خاص در طول زمان مشاهده کرد.